# Hildemar Wolfgang Scholz
Hildemar Wolfgang Scholz (27 de mayo de 1928 - 5 de junio de 2012) fue un botánico, agrostólogo, y micólogo alemán, que realizó extensas expediciones botánicas a Túnez, Chad, Togo.

## Algunas publicaciones
- 1966. Die Ustilagineen des Tibesti-Gebirges (Tschad).
- 1967. Baumbestand, Vegetationsgliederung und Klima des Tibesti-Gebirges
- 1969. Aristida shawii spec. nov. aus der südlichen Libyschen Wüste
- 1969. Novitates systematicae speciei Agrostis coarctata Ehrh. ex Hoffm.
- 1971. Einige botanische Ergebnisse einer forschunsreise in die libysche Sahara (Algunos resultados botánicos de un viaje por Libia en el Sahara). Abril de 1970
- 1972. Bromus brachystachys Hornung und Br. pseudobrachystachys H.Scholz spec. nov
- 1979. The phenomenon of mimetic weeds in the African Pennisetum americanum
- 1982. Eine neue Vinca minor (Apocynaceae) aus der Schweiz. 2 pp.

### Libros
- 1966. Beitrag zur Flora des Tibesti-Gebirgs (Tschad).
- 1972. Der Stipagrostis plumosa-Komplex (Gramineae) in Nord-Africa. Willdenowis ; 6. 34 pp.
- 1978. Synaptospermie und Heterodiaporie in der Gattung Bromus (Gramineae).
- 1979. Die Typen der Namen der von Alexander Braun beschriebenen Penicillaria-Taxa (Pennisetum americum. (Los tipos de nombres de Pencillaria taxa (Pennisetum americanum descripta por Alexander Braun).
- 1987. Botany in Berlin. Englera, 7, Veröffentlichungen aus dem Botanischen Garten und Botanischen Museum Berlin-Dahlem. 288 pp.
- ------, ilse Scholz. 1988. Die Brandpilze Deutschlands, Ustilaginales, Volumen 8. 691 pp. ISBN 3-921800-28-5

- La abreviatura «H.Scholz» se emplea para indicar a Hildemar Wolfgang Scholz como autoridad en la descripción y clasificación científica de los vegetales.[3]